# Føroya Skótaráð
A Føroya Skótaráð (FSR) (Feröeri Cserkésztanács) Feröer cserkész ernyőszervezete, amelyet négy cserkészszövetség alkot. A szövetségek közös alapelvek mentén működnek, de megvannak a saját egyedi vonásaik. A négy szövetség kb. 30 csapatában mintegy 1400 cserkész tevékenykedik.
A cserkésztanács tagja a Fællesrådet for Danmarks Drengespejdere (Dán Cserkésztanács) nevű szervezetnek, és megfigyelő státusszal rendelkezik a Pigespejdernes Fællesråd Danmark (Dán Cserkészlányok Egyesült Bizottsága) nevű lánycserkész szervezetben.

## Szövetségek

### Føroya Skótasamband
A sárga cserkészek néven is ismert szövetséget 1926-ban alapították. Az országban négy cserkészcsapat működik. Nem kötődik egyházhoz, és mind fiúk, mind lányok lehetnek tagjai. Egyenruhájuk khaki színű ing. Csaknem 300 tagot számlálnak.

### Skótalið Frelsunarhersins
Az Üdvhadsereg cserkészei 1939 óta vannak jelen Feröeren. Jelenleg mindössze egy kis csapatuk működik. Egyenruhájuk szürke színű. Fiúk és lányok előtt is nyitott; 1994-ben 24-en voltak.

### Føroya KFUK Skótar
A Young Women's Christian Association cserkészei számítanak a helyi lánycserkész szövetségnek. 1928-ban alapították. Az országban hat csapat van, melyek az evangélikus egyházhoz kötődnek. A legtöbb helyen csak lányok előtt nyitott. Egyenruhájuk zöld színű. 1994-ben 269-en voltak.

### KFUM Skótarnir I Føroyum
A Young Men's Christian Association cserkészszövetségét 1939-ben alapították. 14 csapatuk működik az országban, és ők is az evangélikus egyházhoz állnak közel. Egyenruhájuk zöld színű, tagságuk fiúkból és lányokból áll. 1994-ben 998 tagot számlált a szövetség.

## Korosztályok
- Kiscserkész korosztály – 8-11 évesek
- Cserkész korosztály – 11-16 évesek
- Kósza korosztály – 16-18 évesek
- Rover korosztály – 18 év felettiek

Minden korosztály fiúkra és lányokra is vonatkozik.

## Cserkészfogadalom, törvény és jelmondat
A különböző szövetségek más-más változatát használják a cserkésztörvénynek és a cserkészfogadalomnak.
A cserkész jelmondat Ver til reiðar (légy résen).

### Külső hivatkozások
- Hivatalos honlap (feröeri, angol)